# Chipindo
Chipindo – miasto w Angoli, w prowincji Huíla.